# Sonja (Tatjana Tolstaja)
Sonja (russisch Соня) ist eine Erzählung der russischen Schriftstellerin Tatjana Tolstaja aus dem Jahr 1984, die 1987 in На золотом крыльце сидели… (deutsch: „Saßen auf goldenem Treppchen im Hofe...“) – einem Sammelband kürzerer Arbeiten der Autorin – im Moskauer Verlag Junge Garde (russisch Молодая гвардия / Molodaja gwardija) erschien.
Tatjana Tolstaja erinnert in diesem Totengedenken an das Leid, das die Deutschen der Leningrader Zivilbevölkerung während ihrer Blockade der Stadt antaten.

## Inhalt
Ort der Handlung ist das Leningrad der Jahre 1930 bis zirka 1942. Die um 1901 geborene, ledig gebliebene Sonja ist das Beispiel für den guten Menschen an sich. Die Frau mit dem Pferdegesicht, den langen elfenbeingelben Zähnen, der flachen Brust und den dicken Beinen war in einem der Leningrader Museen als wissenschaftlicher Kustos beschäftigt gewesen. In ihrem Freundes- und Bekanntenkreis war Sonja mit ihren „Nähkünsten“ und als talentierte Köchin geschätzt. Gern halsten die Bekannten ihre Kinderschar Sonja auf. Manche überließen ihr im Sommer sogar Kinder und Wohnung und machten im fernen Kislowodsk unbeschwert Urlaub. Freilich war Sonja – bei aller Liebe zu Kindern, Umsicht und Fürsorge – nicht gerade ein Geistesriese. Undankbare Bekannte – durch die Bank Intelligenzbestien – benutzten die begriffsstutzige Sonja gelegentlich als Zielscheibe ihrer Spötteleien. Mehr noch als diese Späßchen gestattete sich Ada Adolfowna, eine quecksilbrige junge Frau mit vielen Verehrern. Ada, die weit entfernt – am entgegengesetzten Ende Leningrads – von Sonja wohnte, fingierte über die 1930er Jahre hinweg einen Briefwechsel; gab sich in Liebesbriefen an Sonja als ein imaginärer Nikolai aus. Natürlich fiel Sonja auf den schlechten Scherz herein.
Makaber – Ada schreibt einen letzten Brief, als sie im „schwarzen Dezember“ 1941 entkräftet, verhungernd und halbtot, in Decken eingemummelt in ihrer eiskalten Wohnung im Sterben liegt. Sonja nimmt ihre letzte Konserve – praktisch ihre eiserne Reserve – marschiert durch ganz Leningrad und flößt das Leben spendende Nahrungsmittel dem vermeintlichen Nikolai – also der Briefeschreiberin Ada – ein. Auch dadurch überlebt Ada die Blockade. Sonja kommt nach dem Besuch auf dem Heimweg während eines deutschen Bombardements ums Leben.

## Form
Der schmale Text wirkt durch das Furchtbare, das – karg angedeutet – im Hintergrund lauert. Das Wort Blockade wird zum Beispiel nur einmal genannt. Weder Ada noch Sonja hatten sich zu Kriegsbeginn evakuieren lassen. Ada, in Sorge um ihren evakuierten Sohn, einem Kindergartenkind, hob während der Blockade Gräben aus, „ernährte“ sich von ausgekochten Lederschuhen sowie Tapetenkleister, heizte mit Dickens und trug ihre Angehörigen zu Grabe.
Tatjana Tolstaja, Jahrgang 1951, gibt zu, ihr Text enthalte „vage Vermutungen, Enträtselungsversuche“. Zudem sei die überlebende Ada verständlicherweise – wahrscheinlich ihres schlechten Gewissens wegen – nicht sehr gesprächig gewesen.

## Deutschsprachige Ausgaben
- Tatjana Tolstaja: Sonja, S. 87–98 in: Rendezvous mit einem Vogel. Erzählungen. Aus dem Russischen von Ilse Tschörtner (enthält noch Liebe Schura. Peters. Schlaf ruhig, mein Söhnchen. Der Fluß Okkerwil. Der Dichter und die Muse. „Saßen auf goldenem Treppchen im Hofe...“. Der Fakir. Feuer und Staub). Volk und Welt, Berlin 1989 (Reihe Spektrum Bd. 253). 172 Seiten, ISBN 3-353-00504-8